# Rettert
Rettert település Németországban, Rajna-vidék-Pfalz tartományban. Lakosainak száma 469 fő (2023. december 31.).

## Népesség
A település népességének változása:
| Lakosok száma | 435  | 431  | 422  | 426  | 444  | 469  |
|               | 1975 | 2017 | 2019 | 2021 | 2022 | 2023 |